# バルバドスの在外公館の一覧

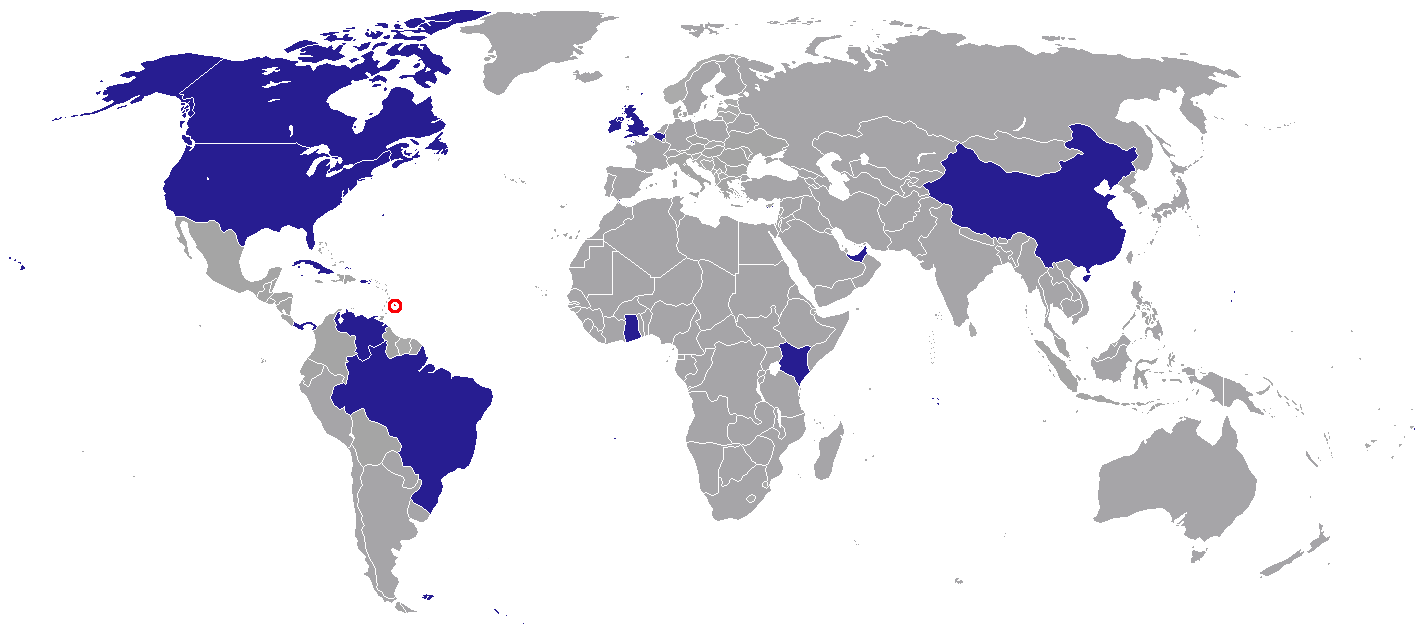
バルバドスの在外公館が設置されている国

バルバドスの在外公館の一覧では、バルバドスが派遣している在外公館（外交使節団）を挙げる。

## アジア
- 中国
  - 在中華人民共和国大使館 (北京)

## ヨーロッパ
- イギリス
  - 在英国大使館 (ロンドン)
- ベルギー
  - 在ベルギー大使館 (ブリュッセル)

## 北米
- アメリカ合衆国
  - 在アメリカ合衆国大使館 (ワシントンD.C.)
  - 在マイアミ総領事館 (マイアミ)
  - 在ニューヨーク総領事館 (ニューヨーク)
- カナダ
  - 在カナダ大使館 (オタワ)
  - 在トロント総領事館 (トロント)
- キューバ
  - 在キューバ大使館 (ハバナ)

## 南米
- ブラジル
  - 在ブラジル大使館 (ブラジリア)
- ベネズエラ
  - 在ベネズエラ大使館 (カラカス)

## 国際機関代表部
- 国際連合代表部 (ジュネーヴ、ニューヨーク)
- 米州機構代表部 (ワシントンD.C.)
- 欧州連合代表部 (ブリュッセル)